# Campeonato Panamericano Junior de Hockey Sobre Césped Femenino de 1997
El Campeonato Panamericano Junior de Hockey Sobre Césped Femenino de 1997 fue la tercera edición del torneo continental para menores de 21 años. Se realizó en Santiago, Chile entre el 9 y el 19 de enero de 1997.
Los tres equipos mejor ubicados lograron clasificar a la Copa Mundial Junior de 1997 a realizarse en Corea del Sur.
Argentina consiguió su tercer título panamericano de manera consecutiva al vencer en la final a Canadá por 7-1.

## Primera fase

### Grupo A
| Equipo         | J | G | E | P | GF | GC | DIF | Pts |
| -------------- | - | - | - | - | -- | -- | --- | --- |
| Argentina      | 4 | 4 | 0 | 0 | 50 | 1  | +49 | 12  |
| Estados Unidos | 4 | 3 | 0 | 1 | 37 | 5  | +32 | 9   |
| Barbados       | 4 | 2 | 0 | 2 | 8  | 24 | -16 | 6   |
| Paraguay       | 4 | 1 | 0 | 3 | 1  | 36 | -35 | 3   |
| México         | 4 | 0 | 0 | 4 | 0  | 30 | -30 | 0   |

|  | Avanzan a semifinales. |  | Jugaran del 5º al 8º puesto. |  | Jugó por el 9º puesto. |

### Resultados
| 9 de enero de 1997 | Estados Unidos | 15:0 | Paraguay |  |  |

| 9 de enero de 1997 | Argentina | 12:0 | México |  |  |

| 10 de enero de 1997 | Barbados | 0:9 | Estados Unidos |  |  |

| 11 de enero de 1997 | México | 0:1 | Paraguay |  |  |

| 12 de enero de 1997 | México | 0:5 | Barbados |  |  |

| 12 de enero de 1997 | Argentina | 5:1 | Estados Unidos |  |  |

| 13 de enero de 1997 | Paraguay | 0:3 | Barbados |  |  |

| 14 de enero de 1997 | Estados Unidos | 12:0 | México |  |  |

| 14 de enero de 1997 | Paraguay | 0:18 | Argentina |  |  |

| 15 de enero de 1997 | Argentina | 15:0 | Barbados |  |  |

### Grupo B
| Equipo    | J | G | E | P  | GF | GC | DIF | Pts |
| --------- | - | - | - | -- | -- | -- | --- | --- |
| Canadá    | 4 | 4 | 0 | 0  | 23 | 1  | +22 | 12  |
| Chile     | 4 | 3 | 0 | 1  | 18 | 3  | +15 | 9   |
| Uruguay   | 4 | 2 | 0 | 2  | 6  | 7  | -1  | 6   |
| Bermudas  | 4 | 1 | 0 | 23 | 2  | 21 | -19 | 3   |
| Venezuela | 4 | 0 | 0 | 4  | 2  | 19 | -17 | 0   |

|  | Avanzan a las semifinales. |  | Jugaran del 5º al 8º puesto. |  | Jugó por el 9º puesto. |

### Resultados
| 9 de enero de 1997 | Uruguay | 0:4 | Chile |  |  |

| 10 de enero de 1997 | Venezuela | 1:8 | Canadá |  |  |

| 11 de enero de 1997 | Chile | 8:0 | Bermudas |  |  |

| 11 de enero de 1997 | Canadá | 3:0 | Uruguay |  |  |

| 12 de enero de 1997 | Bermudas | 2:1 | Venezuela |  |  |

| 13 de enero de 1997 | Uruguay | 3:0 | Venezuela |  |  |

| 13 de enero de 1997 | Chile | 0:3 | Canadá |  |  |

| 14 de enero de 1997 | Bermudas | 0:3 | Uruguay |  |  |

| 15 de enero de 1997 | Canadá | 9:0 | Bermudas |  |  |

| 15 de enero de 1997 | Venezuela | 0:6 | Chile |  |  |

## Fase final

### Noveno puesto
| 17 de enero de 1997 | México | 0:1 | Venezuela |  |  |

### Cruces del 5º al 8º puesto
| 17 de enero de 1997 | Barbados | 6:1 | Bermudas |  |  |

| 17 de enero de 1997 | Uruguay | 0:0 (p.s 2:1) | Paraguay |  |  |

### Séptimo puesto
| 18 de enero de 1997 | Bermudas | 1:0 | Paraguay |  |  |

### Quinto puesto
| 18 de enero de 1997 | Barbados | 1:3 | Uruguay |  |  |

### Semifinales
| 17 de enero de 1997 | Argentina | 14:0 | Chile |  |  |

| 17 de enero de 1997 | Canadá | 1:0 | Estados Unidos |  |  |

### Tercer Puesto
| 19 de enero de 1997 | Chile | 0:3 | Estados Unidos |  |  |

### Final
| 19 de enero de 1997 | Argentina | 7:1 | Canadá |  |  |

| Bandera de Argentina |
| Campeón Argentina    |
| Tercer título        |

## Posiciones
| Posición | Equipo         |
| -------- | -------------- |
| 1        | Argentina      |
| 2        | Canadá         |
| 3        | Estados Unidos |
| 4        | Chile          |
| 5        | Uruguay        |
| 6        | Barbados       |
| 7        | Bermudas       |
| 8        | Paraguay       |
| 9        | Venezuela      |
| 10       | México         |